# Schoenobiblus coriaceus
Schoenobiblus coriaceus är en tibastväxtart som beskrevs av Domke. Schoenobiblus coriaceus ingår i släktet Schoenobiblus och familjen tibastväxter. Inga underarter finns listade i Catalogue of Life.